# Шуга (село)
Шуга (каз. Шұға) — село в Актогайском районе Павлодарской области Казахстана. Входит в состав Жолболдинского сельского округа. Код КАТО — 553241300.

## Население
В 1999 году население села составляло 440 человек (226 мужчин и 214 женщин). По данным переписи 2009 года, в селе проживало 291 человек (153 мужчины и 138 женщин).